# Podomyrma simillima
Podomyrma simillima är en myrart som beskrevs av Smith 1860. Podomyrma simillima ingår i släktet Podomyrma och familjen myror. Inga underarter finns listade i Catalogue of Life.